# Liste der Biografien/Enk
Liste der Biografien |
Portal Biografien |
Personensuche
# |
A |
B |
C |
D |
E |
F |
G |
H |
I |
J |
K |
L |
M |
N |
O |
P |
Q |
R |
S |
T |
U |
V |
W |
X |
Y |
Z |
?
 
Ea |
Eb |
Ec |
Ed |
Ee |
Ef |
Eg |
Eh |
Ei |
Ej |
Ek |
El |
Em |
En |
Eo |
Ep |
Eq |
Er |
Es |
Et |
Eu |
Ev |
Ew |
Ex |
Ey |
Ez
 
Ena |
Enb |
Enc |
End |
Ene |
Enf |
Eng |
Enh |
Eni |
Enj |
Enk |
Enl |
Enm |
Enn |
Eno |
Enq |
Enr |
Ens |
Ent |
Enu |
Env |
Enw |
Enx |
Eny |
Enz
Die Liste der Biografien führt alle Personen auf, die in der deutschsprachigen Wikipedia einen Artikel haben. Dieses ist eine Teilliste mit 40 Einträgen von Personen, deren Namen mit den Buchstaben „Enk“ beginnt.

## Enk
- Enk von der Burg, Michael Leopold (1788–1843), österreichischer Autor
- Enk, Arthur (1894–1976), deutscher Politiker (CDU), MdB
- Enk, Dagobert (1907–1950), deutscher römisch-katholischer Geistlicher, Ordensmann, Missionar und Märtyrer
- Enk, Heinz (1931–2020), deutscher Oberst im Ministerium für Staatssicherheit (MfS) der DDR
- Enk, Mauritius (1538–1575), Bibliothekar des Klosters St. Gallen

### Enke
- Enke, Albert (* 1922), deutscher Gewerkschafter (FDGB) und Politiker (SED), MdV
- Enke, Ferdinand (1810–1869), deutscher Verleger
- Enke, Frank (* 1953), deutscher Fußballspieler
- Enke, Hartmut (1952–2005), deutscher Musiker und Bassist der Gruppe Ash Ra Tempel
- Enke, Helmut (1916–1986), deutscher Politiker (CDU) in der Sowjetischen Besatzungszone und der frühen DDR; persönlicher Referent des Vorsitzenden der DDR-CDU und stellvertretenden Ministerpräsidenten der DDR Otto Nuschke
- Enke, Helmut (1927–2011), deutscher Internist, Psychoanalytiker und Hochschullehrer
- Enke, Herbert (1913–2006), deutscher Maler und Grafiker
- Enke, Johannes (1899–1945), deutscher Kommunist und Widerstandskämpfer gegen den Nationalsozialismus
- Enke, Karin (* 1961), deutsche Eisschnellläuferin
- Enke, Konrad (1934–2016), deutscher Schwimmer
- Enke, Margit (* 1952), deutsche Wirtschaftswissenschaftlerin
- Enke, Otto (1855–1913), deutscher Politiker und Unternehmer
- Enke, Robert (1977–2009), deutscher FußballtorwartRobert Enke (1977–2009)

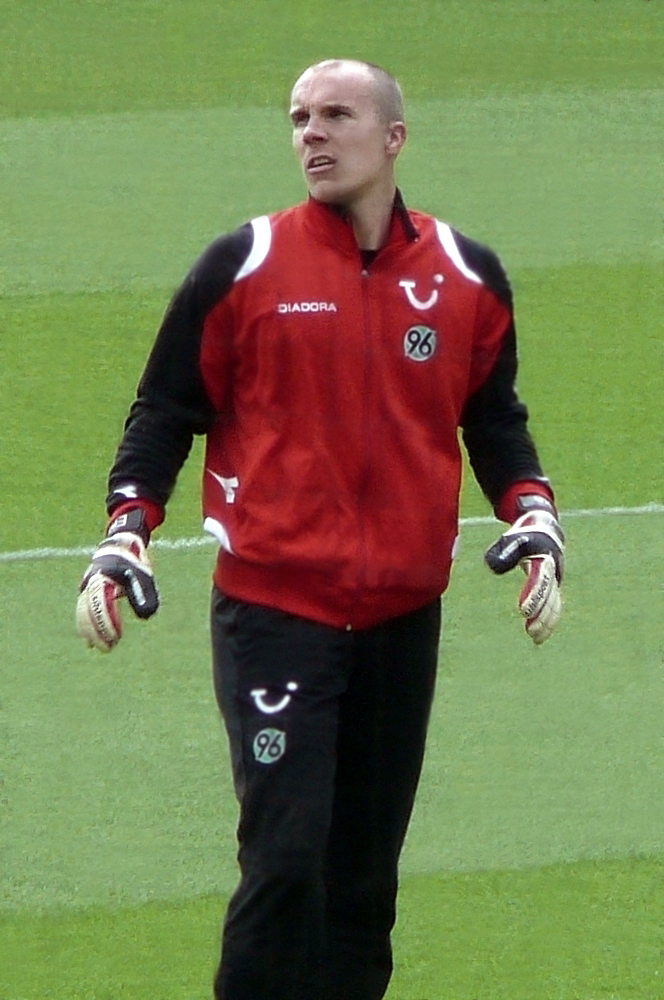
Robert Enke (1977–2009)

- Enke, Teresa (* 1976), deutsche Vorstandsvorsitzende der Robert-Enke-Stiftung
- Enke, Werner (* 1941), deutscher Schauspieler und Autor
- Enke, Wilhelm (1912–1980), deutscher Oberst im Ministerium für Staatssicherheit (MfS) der DDR
- Enke, Willi (1895–1974), deutscher Psychiater, Neurologe und Hochschullehrer
- Enkel, Ellen (* 1971), deutsche Wirtschaftswissenschaftlerin
- Enkel, Hermann (1850–1920), deutscher Lehrer und Autor
- Enkelmann, Andreas (* 1958), deutscher Politiker (SPD), MdL
- Enkelmann, Aris (* 1964), deutscher Florettfechter
- Enkelmann, Dagmar (* 1956), deutsche Politikerin (PDS, Die Linke), MdV, MdL, MdBDagmar Enkelmann (* 1956)

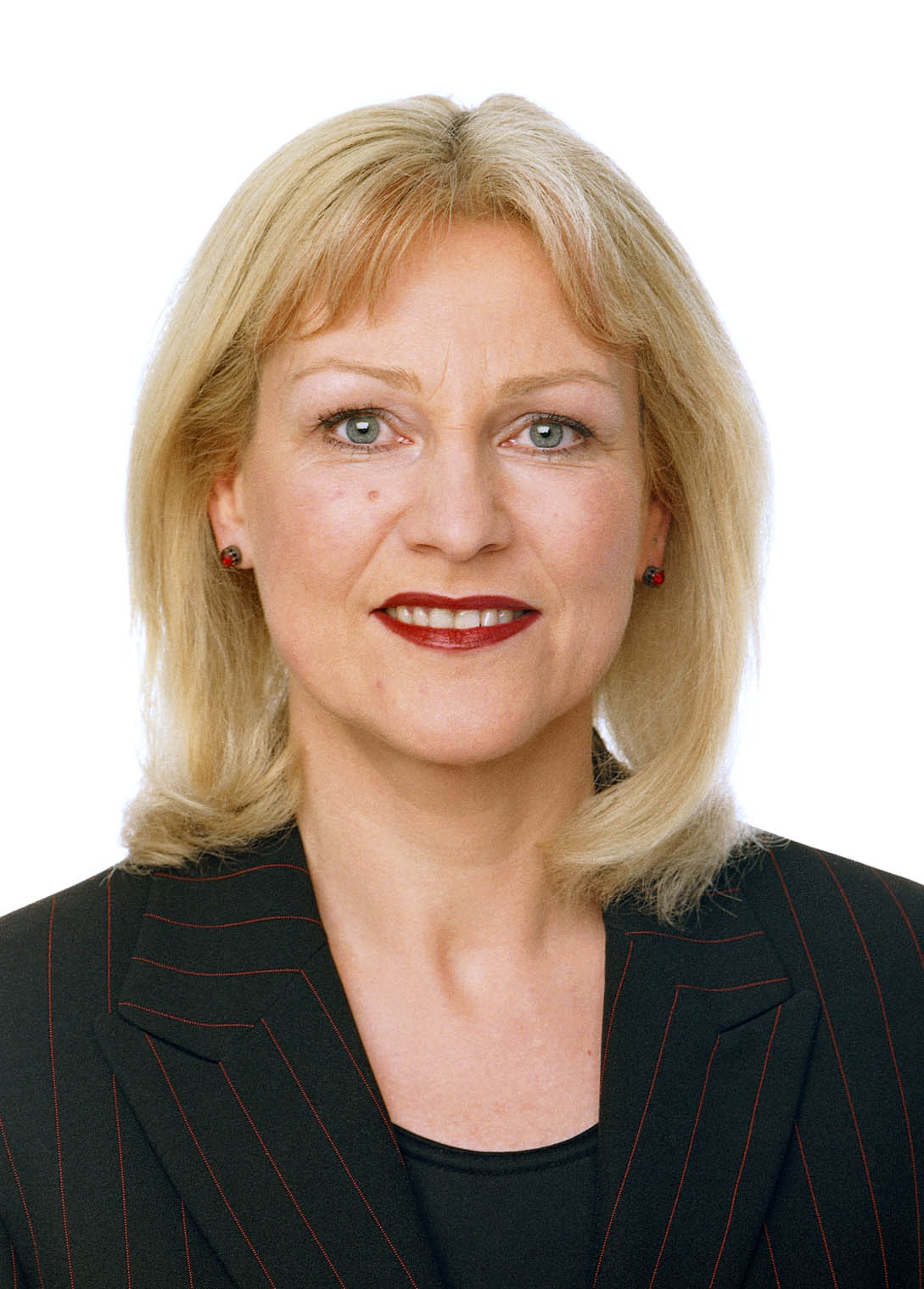
Dagmar Enkelmann (* 1956)

- Enkelmann, Kurt (1920–2004), deutscher Politiker (SED), Stellv. Minister für Außenhandel und Innerdeutschen Handel bzw. für Außenwirtschaft der DDR
- Enkelmann, Nikolaus B. (1936–2017), deutscher Erfolgstrainer
- Enkelmann, Siegfried (1905–1978), deutscher Fotograf
- Enkelmann, Wolf Dieter (1955–2022), deutscher Philosoph
- Enkerud, Tonje (* 1994), norwegische Handballspielerin
- Enkevort, Adrian von (1603–1663), Heerführer im Dreißigjährigen Krieg

### Enkh
- Enkhbaatar, Sarangua (* 1994), mongolische Sprinterin
- Enkheljāwōn, mykenischer König
- Enkhuizen, Joe van (* 1939), niederländischer Jazzmusiker

### Enki
- Enking, Ottomar (1867–1945), deutscher Schriftsteller
- Enking, Ragna (1898–1975), deutsche Klassische Archäologin und Etruskologin

### Enku
- Enkū (1632–1695), japanischer Priester und Figurenschnitzer

### Enkw
- Enkwist, Oskar Adolfowitsch (1849–1912), russischer Admiral